# Rubicundus eos
Rubicundus eos is een soort uit de familie der slijmprikken (Myxinidae).
Deze soort is bekend dankzij een exemplaar dat werd opgevist in de Tasmanzee.